# Meituan
Meituan (кит. 美团网, піньїнь: Mĕituánwǎng, акад. Мейтуа́нь, раніше була відома як Meituan Dianping — китайська інтернет-компанія, що спеціалізується на локальних замовленнях і доставках їжі, товарів і послуг через мережу. Компанію Meituan заснував Ван Сін в 2010 році в Пекіні.
Компанія стала швидко рости і до травня 2014 в ній стало працювати 5000 людей
У 2015 році Meituan злилася з фірмою Dianping, утворивши Meituan Dianping.
Компанія Dianping dianping.com (кит. 大众点评网) була агрегатором відгуків клієнтів про ресторани та інші послуги, подібно Yelp або TripAdvisor,, а також спеціалізувалася на організації групових покупок, подібно Groupon.
Після злиття Meituan-Dianping стала однією з найбільших фірм, що забезпечують платформу для перегляду відео онлайн і дистрибуції медіаконтенту (Video on demand). На квітень 2018 року аудиторія Meituan-Dianping вже становила 290 мільйонів активних користувачів і 600 мільйонів зареєстрованих користувачів. 

## Історія
Пілотний проект Meituan розвернувся в Шанхаї і Пекіні, і досить швидко розширився в міста другого і третього рівня. До 2015 аудиторія мережі становила понад 200 мільйонів користувачів. Після швидкої консолідації з безліччю дрібних компаній， працюючих за схемою " Угода дня" (deal of the day), Meituan зайняв домінуюче становище в Китаї. У середині 2000-х років в Китаї налічувалося близько 2000 компаній, що поширюють ваучери, але в результаті жорсткої конкуренції в індустрії лише небагатьом вдалося встояти і домогтися лідерства.У 2014 році Meituan зайняв 60% ринку "deal-of-the-day" і групових покупок в Китаї. Компанії вдалося отримати початковий фонд в $12 мільйонів від Фонду Sequoia Capital.  8 жовтня 2015 року Meituan і Dianping оголосили про злиття в одну компанію. 19 січня 2016 року Meituan-Dianping оголосило про оборот в $3.3 мільярдів. 20 вересня 2018 року Meituan-Dianping вийшло на Гонконгську біржу з початковою вартістю акції HK$69.

## Мережевий маркетинг Meituan
Meituan забезпечує в Китаї платформу O2O (online-to-offline) для організації місцевого сервісу, об'єднуючи понад 240 мільйонів покупців і п'ять мільйонів місцевих продавців в єдину систему електронної комерції. До системи підключилося 600 мільйонів користувачів і 4.5 мільйонів ділових партнерів, і мережа охопила майже всю країну. 35 мільйонів людей використовує сервіс щодня. 